# Хуан Карлос Перес Лопес
Хуан Карлос Перес Лопес (ісп. Juan Carlos Pérez López, нар. 30 березня 1990, Боаділья-дель-Каміно), відомий як просто Хуан Карлос (ісп. Juan Carlos) або Хуанкар (ісп. Juankar) — іспанський футболіст, лівий захисник.
Виступав за молодіжну збірну Іспанії.

## Клубна кар'єра
Народився 30 березня 1990 року в місті Боаділья-дель-Каміно. Починав займатися футболом у місцевій команді ЕФМО Боаділья, а 2007 року був запрошений до академії «Реал Мадрид».
У дорослому футболі дебютував у сезоні 2008/09 виступами за команду «Реал Мадрид Кастілья» у третьому іспанському дивізіоні. Свою єдину офіційну гру за головну команду «Реала» провів у сезоні 2010/11.
2011 року «Реал» відпустив свого вихованця до португальської «Браги», у складі якої, утім, іспанець жодної гру не провів. Натомість протягом наступних чотирьох років він продовжував грати в Іспанії, захищаючи кольори вищолігових «Реал Сарагоса», «Реал Бетіс» та «Гранади».
Влітку 2015 року на умовах повноцінного контракту приєднався до «Малаги», за яку наступні три сезони відіграв у Ла-Лізі, а згодом провів ще два роки у другому іспанському дивізіоні.
2002 року приєднався до грецького «Панатінаїкоса».

## Виступи за збірну
Протягом 2011–2012 років провів 5 ігор у складі молодіжної збірної Іспанії.

## Статистика виступів

### Статистика клубних виступів
Станом на 19 березня 2016
| Сезон                            | Команда                          | Чемпіонат                        | Чемпіонат | Чемпіонат | Національний кубок | Національний кубок | Національний кубок | Континентальні кубки | Континентальні кубки | Континентальні кубки | Інші змагання | Інші змагання | Інші змагання | Усього | Усього |
| Сезон                            | Команда                          | Ліга                             | Ігор      | Голів     | Ліга               | Ігор               | Голів              | Ліга                 | Ігор                 | Голів                | Ліга          | Ігор          | Голів         | Ігор   | Голів  |
| -------------------------------- | -------------------------------- | -------------------------------- | --------- | --------- | ------------------ | ------------------ | ------------------ | -------------------- | -------------------- | -------------------- | ------------- | ------------- | ------------- | ------ | ------ |
| 2008–09                          | «Реал Мадрид Кастілья»           | СДБ                              | 1         | 0         | -                  | -                  | -                  | -                    | -                    | -                    | -             | -             | -             | 1      | 0      |
| 2009–10                          | «Реал Мадрид Кастілья»           | СДБ                              | 29        | 11        | -                  | -                  | -                  | -                    | -                    | -                    | -             | -             | -             | 29     | 11     |
| 2010–11                          | «Реал Мадрид Кастілья»           | СДБ                              | 34        | 3         | -                  | -                  | -                  | -                    | -                    | -                    | -             | -             | -             | 34     | 3      |
| Усього за «Реал Мадрид Кастілья» | Усього за «Реал Мадрид Кастілья» | Усього за «Реал Мадрид Кастілья» | 64        | 14        |                    | -                  | -                  |                      | -                    | -                    |               | -             | -             | 64     | 14     |
| 2010–11                          | «Реал Мадрид»                    | ПД                               | 1         | 0         | КІ                 | 0                  | 0                  | ЛЧ                   | 0                    | 0                    | -             | -             | -             | 1      | 0      |
| 2011–12                          | «Реал Сарагоса»                  | ПД                               | 24        | 3         | КІ                 | 2                  | 0                  | -                    | -                    | -                    | -             | -             | -             | 26     | 3      |
| 2012–13                          | «Реал Бетіс»                     | ПД                               | 25        | 0         | КІ                 | 1                  | 0                  | -                    | -                    | -                    | -             | -             | -             | 26     | 0      |
| 2013–14                          | «Реал Бетіс»                     | ПД                               | 20        | 0         | КІ                 | 2                  | 0                  | ЛЄ                   | 4                    | 0                    | -             | -             | -             | 26     | 0      |
| Усього за «Реал Бетіс»           | Усього за «Реал Бетіс»           | Усього за «Реал Бетіс»           | 45        | 0         |                    | 3                  | 0                  |                      | 4                    | 0                    |               | -             | -             | 52     | 0      |
| 2014–15                          | «Гранада»                        | ПД                               | 21        | 0         | КІ                 | 3                  | 0                  | -                    | -                    | -                    | -             | -             | -             | 24     | 0      |
| 2015–16                          | «Малага»                         | ПД                               | 19        | 1         | КІ                 | 1                  | 0                  | -                    | -                    | -                    | -             | -             | -             | 20     | 1      |
| Усього за кар'єру                | Усього за кар'єру                | Усього за кар'єру                | 174       | 18        |                    | 9                  | 0                  |                      | 4                    | 0                    |               | -             | -             | 187    | 18     |

## Титули і досягнення
- Володар Кубка Греції (1):

«Панатінаїкос»: 2021-2022